# Hart Memorial Trophy

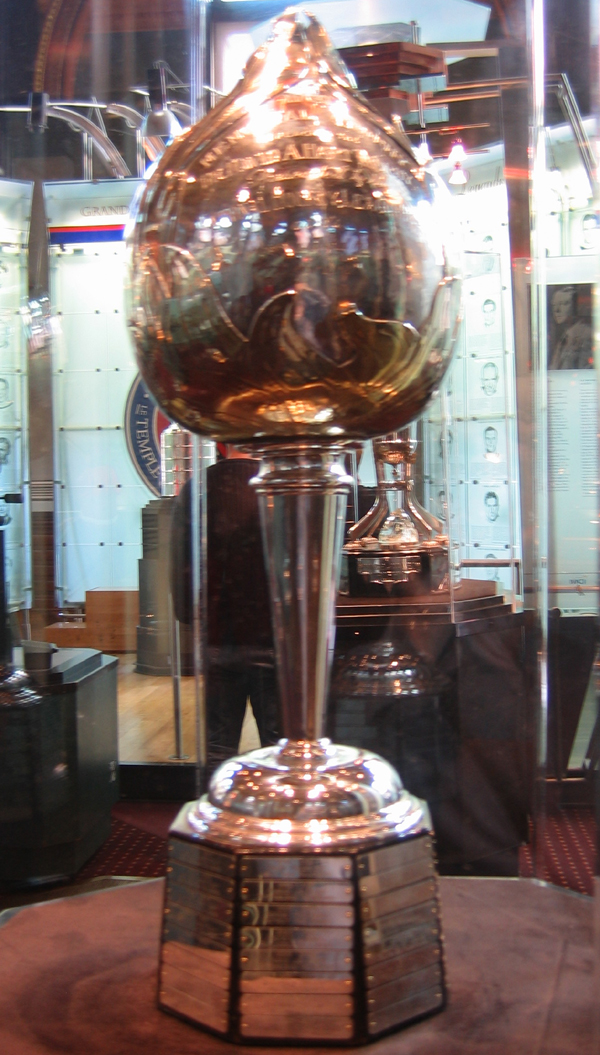
Hartova trofej, vystavená v hokejové síni slávy.

Hart Trophy je nejstarší udělovanou trofejí v zámořské NHL. Do soutěže ji věnoval v roce 1923 David Hart. Ocenění získává hráč, který je určen za nejužitečnějšího hráče soutěže. Každý tým ze svého středu nominuje jednoho hráče a rozhlasoví a televizní reportéři dávají nominovaným hlasy. Ve více než sedmdesátileté historii soutěže je absolutně nejúspěšnějším hráčem Wayne Gretzky 9x. To je patrné z přehledu držitelů trofeje, která je od roku 1960 nastálo umístěna v Hockey Hall of Fame. Od té doby se bojuje o kopii Hart Trophy a proto název Hart Memorial Trophy.

## Vítězové
| Hart Memorial Trophy - (nejužitečnější hráč) |                      |                                 |
| Sezóna                                       | Hráč                 | Tým                             |
| 1923–1924                                    | Frank Nighbor        | Ottawa Senators                 |
| 1924–1925                                    | Billy Burch          | Hamilton Tigers                 |
| 1925–1926                                    | Nels Stewart         | Montreal Maroons                |
| 1926–1927                                    | Herb Gardiner        | Montreal Canadiens              |
| 1927–1928                                    | Howie Morenz         | Montreal Canadiens              |
| 1928–1929                                    | Roy Worters          | New York Americans              |
| 1929–1930                                    | Nels Stewart         | Montreal Maroons                |
| 1930–1931                                    | Howie Morenz         | Montreal Canadiens              |
| 1931–1932                                    | Howie Morenz         | Montreal Canadiens              |
| 1932–1933                                    | Eddie Shore          | Boston Bruins                   |
| 1933–1934                                    | Aurel Joliat         | Montreal Canadiens              |
| 1934–1935                                    | Eddie Shore          | Boston Bruins                   |
| 1935–1936                                    | Eddie Shore          | Boston Bruins                   |
| 1936–1937                                    | Babe Siebert         | Montreal Canadiens              |
| 1937–1938                                    | Eddie Shore          | Boston Bruins                   |
| 1938–1939                                    | Toe Blake            | Montreal Canadiens              |
| 1939–1940                                    | Ebbie Goodfellow     | Brooklyn Americans              |
| 1940–1941                                    | Bill Cowley          | Boston Bruins                   |
| 1941–1942                                    | Tommy Anderson       | Boston Bruins                   |
| 1942–1943                                    | Bill Cowley          | Boston Bruins                   |
| 1943–1944                                    | Babe Pratt           | Toronto Maple Leafs             |
| 1944–1945                                    | Elmer Lach           | Montreal Canadiens              |
| 1945–1946                                    | Max Bentley          | Chicago Blackhawks              |
| 1946–1947                                    | Maurice Richard      | Montreal Canadiens              |
| 1947–1948                                    | Buddy O`Connor       | New York Rangers                |
| 1948–1949                                    | Sib Abel             | Detroit Red Wings               |
| 1949–1950                                    | Chuck Rayner         | New York Rangers                |
| 1950–1951                                    | Milt Schmidt         | Boston Bruins                   |
| 1951–1952                                    | Gordie Howe          | Detroit Red Wings               |
| 1952–1953                                    | Gordie Howe          | Detroit Red Wings               |
| 1953–1954                                    | Al Rollins           | Chicago Blackhawks              |
| 1954–1955                                    | Ted Kennedy          | Montreal Canadiens              |
| 1955–1956                                    | Jean Béliveau        | Montreal Canadiens              |
| 1956–1957                                    | Gordie Howe          | Detroit Red Wings               |
| 1957–1958                                    | Gordie Howe          | Detroit Red Wings               |
| 1958–1959                                    | Andy Bathgate        | New York Rangers                |
| 1959–1960                                    | Gordie Howe          | Detroit Red Wings               |
| 1960–1961                                    | Bernie Geoffrion     | Montreal Canadiens              |
| 1961–1962                                    | Jacques Plante       | Montreal Canadiens              |
| 1962–1963                                    | Gordie Howe          | Detroit Red Wings               |
| 1963–1964                                    | Jean Béliveau        | Montreal Canadiens              |
| 1964–1965                                    | Bobby Hull           | Chicago Blackhawks              |
| 1965–1966                                    | Bobby Hull           | Chicago Blackhawks              |
| 1966–1967                                    | Stan Mikita          | Chicago Blackhawks              |
| 1967–1968                                    | Stan Mikita          | Chicago Blackhawks              |
| 1968–1969                                    | Phil Esposito        | Boston Bruins                   |
| 1969–1970                                    | Bobby Orr            | Boston Bruins                   |
| 1970–1971                                    | Bobby Orr            | Boston Bruins                   |
| 1971–1972                                    | Bobby Orr            | Boston Bruins                   |
| 1972–1973                                    | Bobby Clarke         | Philadelphia Flyers             |
| 1973–1974                                    | Phil Esposito        | Boston Bruins                   |
| 1974–1975                                    | Bobby Clarke         | Philadelphia Flyers             |
| 1975–1976                                    | Bobby Clarke         | Philadelphia Flyers             |
| 1976–1977                                    | Guy Lafleur          | Montreal Canadiens              |
| 1977–1978                                    | Guy Lafleur          | Montreal Canadiens              |
| 1978–1979                                    | Bryan Trottier       | New York Islanders              |
| 1979–1980                                    | Wayne Gretzky        | Edmonton Oilers                 |
| 1980–1981                                    | Wayne Gretzky        | Edmonton Oilers                 |
| 1981–1982                                    | Wayne Gretzky        | Edmonton Oilers                 |
| 1982–1983                                    | Wayne Gretzky        | Edmonton Oilers                 |
| 1983–1984                                    | Wayne Gretzky        | Edmonton Oilers                 |
| 1984–1985                                    | Wayne Gretzky        | Edmonton Oilers                 |
| 1985–1986                                    | Wayne Gretzky        | Edmonton Oilers                 |
| 1986–1987                                    | Wayne Gretzky        | Edmonton Oilers                 |
| 1987–1988                                    | Mario Lemieux        | Pittsburgh Penguins             |
| 1988–1989                                    | Wayne Gretzky        | Los Angeles Kings               |
| 1989–1990                                    | Mark Messier         | Edmonton Oilers                 |
| 1990–1991                                    | Brett Hull           | St. Louis Blues                 |
| 1991–1992                                    | Mark Messier         | New York Rangers                |
| 1992–1993                                    | Mario Lemieux        | Pittsburgh Penguins             |
| 1993–1994                                    | Sergej Fjodorov      | Detroit Red Wings               |
| 1994–1995                                    | Eric Lindros         | Philadelphia Flyers             |
| 1995–1996                                    | Mario Lemieux        | Pittsburgh Penguins             |
| 1996–1997                                    | Dominik Hašek        | Buffalo Sabres                  |
| 1997–1998                                    | Dominik Hašek        | Buffalo Sabres                  |
| 1998–1999                                    | Jaromír Jágr         | Pittsburgh Penguins             |
| 1999–2000                                    | Chris Pronger        | St. Louis Blues                 |
| 2000–2001                                    | Joe Sakic            | Colorado Avalanche              |
| 2001–2002                                    | José Théodore        | Montreal Canadiens              |
| 2002–2003                                    | Peter Forsberg       | Colorado Avalanche              |
| 2003–2004                                    | Martin St. Louis     | Tampa Bay Lightning             |
| 2004–2005                                    | Neudělena pro stávku |                                 |
| 2005–2006                                    | Joe Thornton         | San Jose Sharks / Boston Bruins |
| 2006–2007                                    | Sidney Crosby        | Pittsburgh Penguins             |
| 2007–2008                                    | Alexandr Ovečkin     | Washington Capitals             |
| 2008–2009                                    | Alexandr Ovečkin     | Washington Capitals             |
| 2009–2010                                    | Henrik Sedin         | Vancouver Canucks               |
| 2010–2011                                    | Corey Perry          | Anaheim Ducks                   |
| 2011–2012                                    | Jevgenij Malkin      | Pittsburgh Penguins             |
| 2012–2013                                    | Alexandr Ovečkin     | Washington Capitals             |
| 2013–2014                                    | Sidney Crosby        | Pittsburgh Penguins             |
| 2014–2015                                    | Carey Price          | Montreal Canadiens              |
| 2015–2016                                    | Patrick Kane         | Chicago Blackhawks              |
| 2016–2017                                    | Connor McDavid       | Edmonton Oilers                 |
| 2017–2018                                    | Taylor Hall          | New Jersey Devils               |
| 2018–2019                                    | Nikita Kučerov       | Tampa Bay Lightning             |
| 2019–2020                                    | Leon Draisaitl       | Edmonton Oilers                 |
| 2020–2021                                    | Connor McDavid       | Edmonton Oilers                 |
| 2021–2022                                    | Auston Matthews      | Toronto Maple Leafs             |
| 2022–2023                                    | Connor McDavid       | Edmonton Oilers                 |
| 2023–2024                                    | Nathan MacKinnon     | Colorado Avalanche              |
| 2024–2025                                    | Connor Hellebuyck    | Winnipeg Jets                   |
| Zdroj na eliteprospects.com                  |                      |                                 |